# Hibiscus coccineus

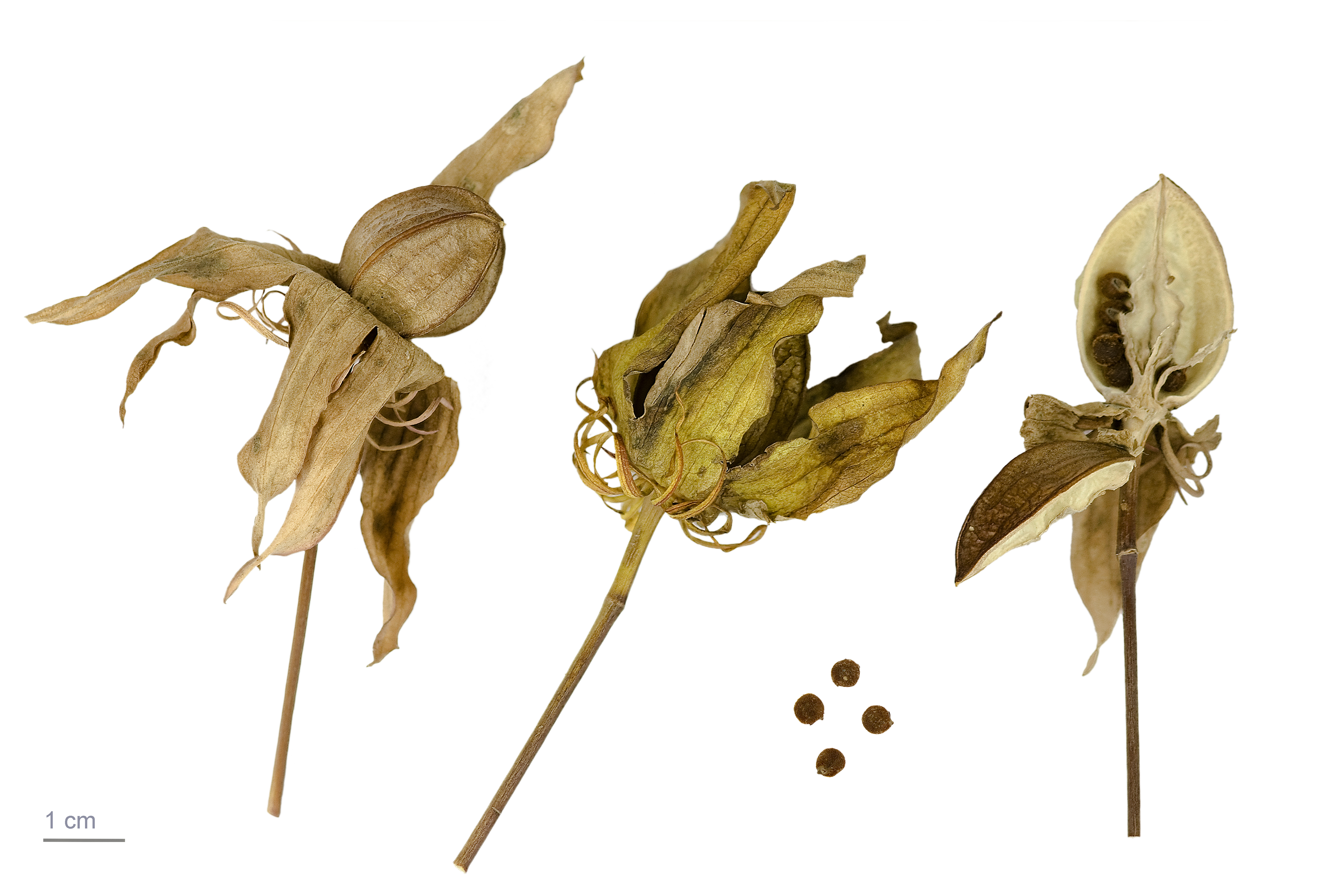
Hibiscus coccineus

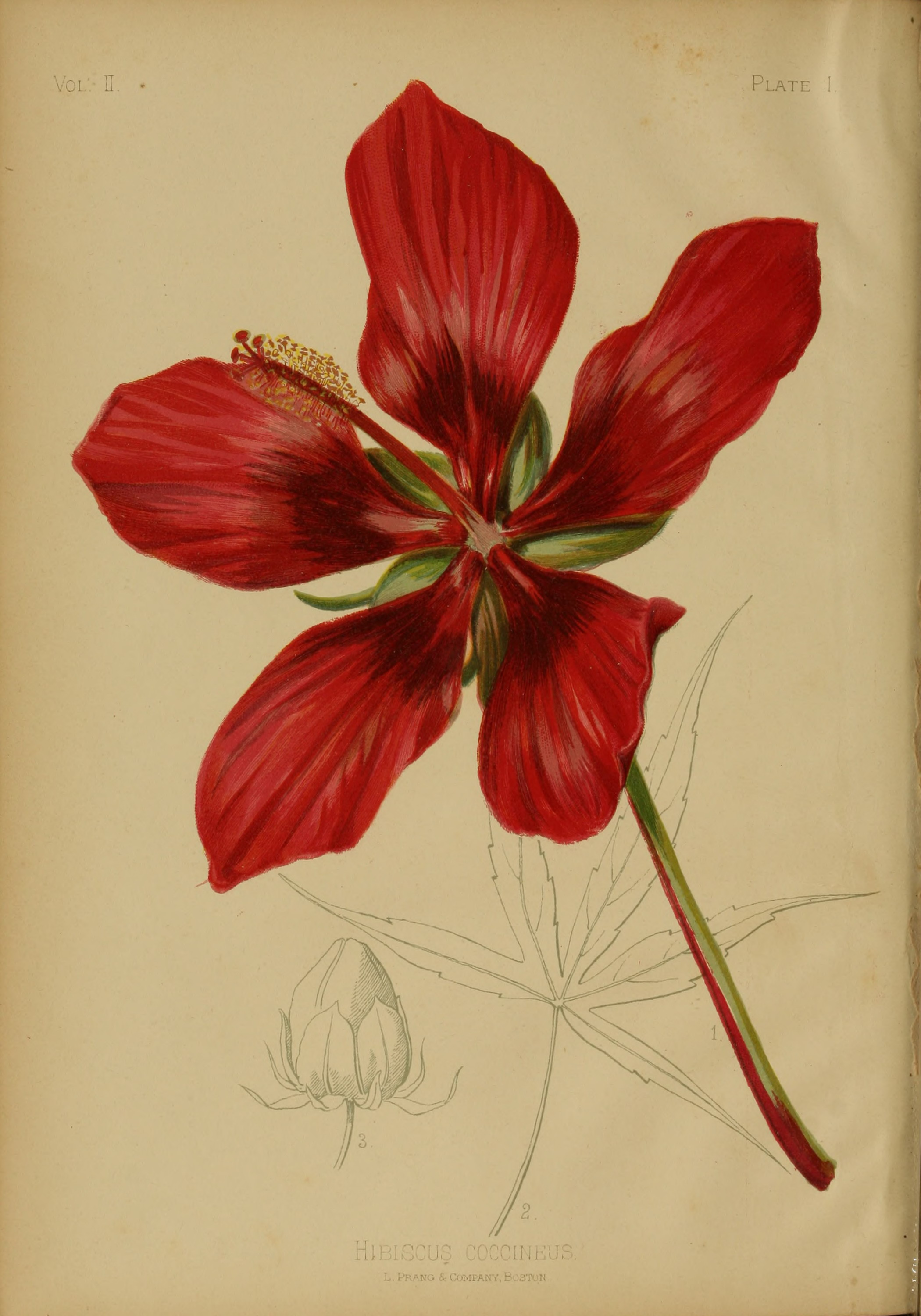
Ilustración

Hibiscus coccineus con el nombre común de estrella de Texas, es una especie de  Hibiscus con hojas que en la forma recuerdan a las de Cannabis sativa (marihuana). Es también conocida en inglés como brilliant hibiscus, scarlet hibiscus y scarlet rose mallow.

## Descripción
Es una planta vivaz nativa de hábitats pantanosos del sur de los Estados Unidos de América. Las partes aéreas se secan durante el invierno, rebrotando cada primavera desde la base, cada año con más fuerza. En buenas condiciones de cultivo puede llegar a crecer hasta cerca de los dos metros de altura. Además de la especie con flor de color rojo hay una mutación de flores blancas comúnmente conocida como Estrella Blanca de Texas o Estrella Solitaria. A partir de la planta silvestre, por hibridación con especies cercanas y selección, se han producido plantas de extraordinaria belleza: http://muchaplanta.blogspot.com.es/2012/08/hibiscus-coccineus-hybrids.html

## Taxonomía
Hibiscus coccineus fue descrita por (Medik.) Walter y publicado en Flora Caroliniana, secundum . . . 177. 1788.
Etimología
Ver: Hibiscus
coccineus: epíteto latíno que significa "escarlata"
Sinonimia
- Hibiscus carolinianus Muhlenberg ex Chapman, Fl. South. U.S. 58. 1860.
- Hibiscus coccineus var. integrifolius Chapman, Bot. Gaz. 3: 3. 1878.
- Hibiscus integrifolius (Chapman) Small, Bull. Torrey Bot. Club 25: 135. 1898, nom. illeg.
- Hibiscus semilobatus Chapman, Fl. South. U.S., ed. 3. 52. 1893.
- Hibiscus speciosus Aiton, Hort. Kew. 2: 456. 1789.[3]